# Giorgia Campana
Giorgia Campana (Roma, 16 de mayo de 1995) es una deportista italiana que compitió en gimnasia artística.
Ganó una medalla de plata en el Campeonato Europeo de Gimnasia Artística de 2012, en la prueba por equipos. Participó en los Juegos Olímpicos de Londres 2012, ocupando el séptimo lugar en la prueba por equipos.

## Palmarés internacional
| Campeonato Europeo | Campeonato Europeo | Campeonato Europeo | Campeonato Europeo   |
| Año                | Lugar              | Medalla            | Prueba               |
| ------------------ | ------------------ | ------------------ | -------------------- |
| 2012               | Bruselas (Bélgica) | Medalla de bronce  | Concurso por equipos |